# NEO Surveyor
NEO Surveyor  (anciennement  Surveillance Mission,  NEOSM, Near-Earth Object Camera, NEOCam) est une mission spatiale de l'agence spatiale américaine, la NASA, dont l'objectif est d'effectuer un inventaire des objets géocroiseurs susceptibles de menacer la Terre. La mission, décidée le 23 septembre 2019, doit être lancée en septembre 2027. Pour remplir ses objectifs, l'engin spatial utilise un télescope observant dans l'infrarouge moyen (4-10 micromètres) et caractérisé par une ouverture de 50 centimètres. Les observations seront effectuées depuis le point de Lagrange L1 du système Terre-Soleil. Le projet fait partie du programme de défense planétaire de la NASA et doit permettre à l'agence spatiale de remplir l'objectif de recensement des objets géocroiseurs d'un diamètre supérieur à 140 mètres défini en 2005 par le Congrès américain.

## Contexte

### Les astéroïdes géocroiseurs

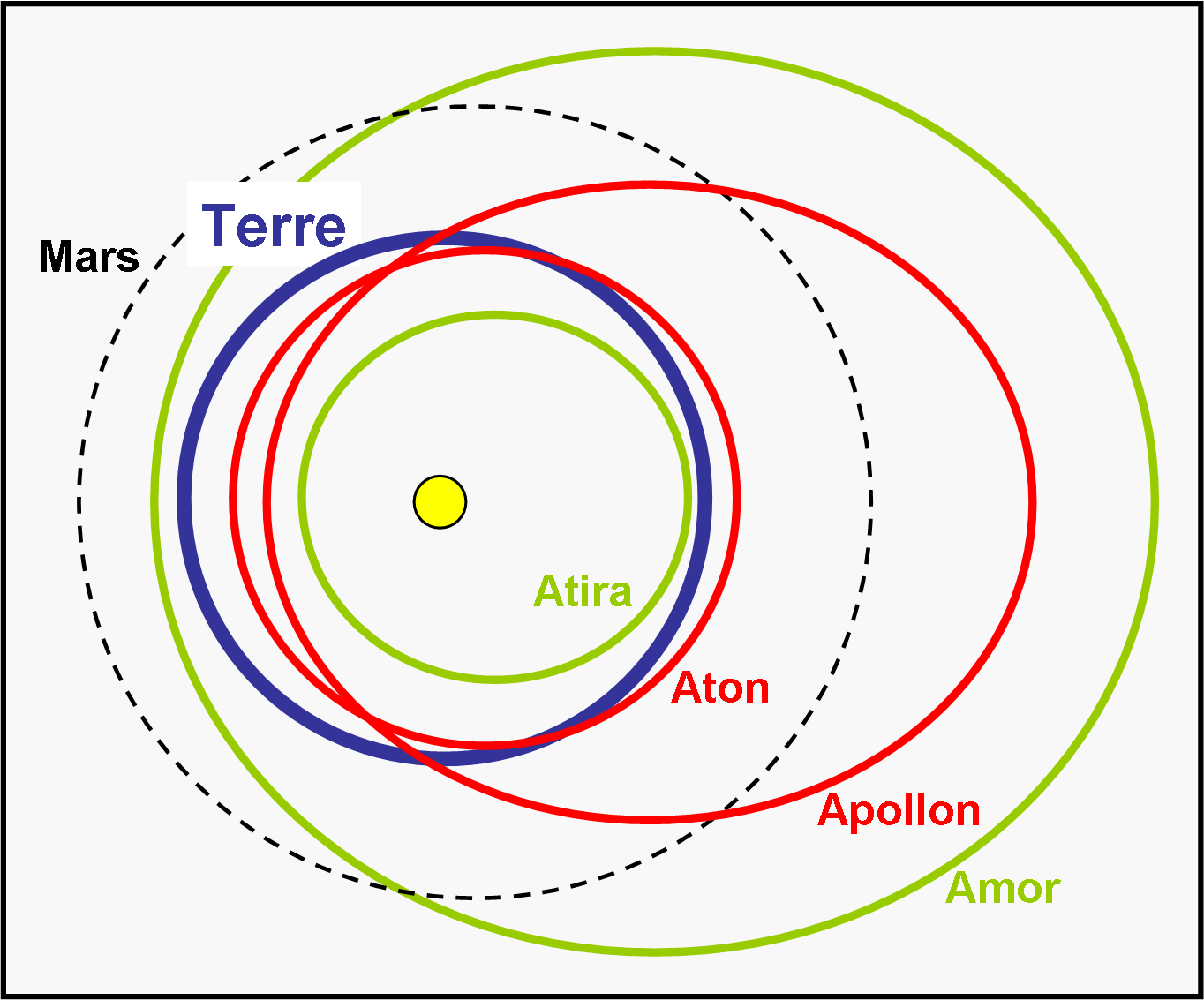
Orbites typiques des différentes familles d'astéroïdes constituant une menace pour la Terre : les géocroiseurs des familles Apollon et Aton (en rouge), coupant l'orbite de la Terre (en bleu foncé), et les familles des Amor et Atira (en vert).

Les objets géocroiseurs sont des comètes ou des astéroïdes (par convention la NASA, qui joue un rôle central dans l'observation de ces objets, ne prend en compte que les corps de plus de un mètre de diamètre) dont l'orbite croise celle de la Terre. À ce titre, ils constituent une menace potentielle pour notre planète. L'énergie cinétique d'un objet géocroiseur croît comme le cube de son diamètre (D) et le carré de sa vitesse (v) : elle est égale à 1/2 mv2 avec m = (π D3/6)×d ou d est la densité (en moyenne 2 avec des valeurs pouvant être comprises entre 0,5 et 6 environ). Compte tenu de sa vitesse très élevée (plusieurs dizaines de kilomètres par seconde), un petit astéroïde de dix mètres de diamètre dégage l'énergie de la bombe atomique d'Hiroshima. Les conséquences de la collision d'un objet de ce type avec la Terre dépendent donc de sa taille mais également de sa structure (poreuse ou métallique) et de la région ayant subi l'impact. Les deux tiers de la surface de la Terre sont couvertes par des océans et une grande proportion des terres est faiblement peuplée (Russie, Canada, est de la Chine, Australie, etc.). Toutefois un impact dans un océan peut être dévastateur car il déclenche un tsunami pouvant ravager des côtes souvent densément peuplées. Le plus grand objet géocroiseur a 35 kilomètres de diamètre. La probabilité d'impact des objets géocroiseurs les plus grands est extrêmement faible mais ceux-ci peuvent entraîner la disparition de l'humanité. La probabilité d'un impact est d'autant plus faible que l'objet géocroiseur est de grande taille donc rare. Bien qu'un objet géocroiseur puisse rayer l'humanité de la Terre, la probabilité très faible de leur occurrence aboutit à un nombre de décès ramené à l'année très faible comparé à d'autre causes de mortalité : 97 décès par an à comparer aux 36 000 victimes des tremblements de terre, 2 millions de morts dus à la pollution de l'air ou 5 millions de morts liés à la consommation de tabac.
Faire face à la menace d'un impact d'un objet géocroiseur nécessite de connaître celle-ci avec un délai suffisamment important (plusieurs années à l'avance !) et de disposer de moyens de le détourner (impacteur...). Pour parer à toute menace de ce type, il faut au préalable avoir recensé tous les objets constituant potentiellement une menace (il y en a plus d'un million d'une taille supérieure à 30 mètres), connaître leur trajectoire de manière très précise, suivre régulièrement celle-ci (elle change sous l'influence des autres corps célestes), tester les méthodes permettant de les détourner et enfin disposer en permanence des moyens permettant d'agir. Le nombre d'objets géocroiseurs connus avec suffisamment de précision est faible car ce sont des astres de très petite taille et souvent très sombres. Les techniques permettant de détourner un objet géocroiseur sont théoriquement disponibles mais elles doivent être testées car leur efficacité est difficile à évaluer. Tous ces travaux représentent un coût très important pour la société. Compte tenu de la probabilité très faible d'un impact aux conséquences significatives, leur prise en charge par la société relèvent de la sphère politique.
| Diamètre :            | Entre 3 et 29 mètres                                                     | Entre 30 et 139 mètres                                                                            | Entre 140 et 1 000 mètres                                                                               | Plus de 1 000 mètres                             |
| --------------------- | ------------------------------------------------------------------------ | ------------------------------------------------------------------------------------------------- | --- | ------------------------------------------------ |
| Probabilité impact    | 1 par an                                                                 | 1 tous les 100 ans                                                                                | 1% tous les 100 ans                                                                                     | 0,002 % tous les 100 ans                         |
| Manifestation         | Flash lumineux.                                                          | Explosion aérienne (météorite poreux). Cratère de 1 kilomètre de diamètre (météorite métallique). | Cratère de plusieurs kilomètres de diamètre.                                                            | Cratère de 10 kilomètres de diamètre ou plus.    |
| Conséquences humaines | Dégâts mineurs à importants. Peut entraîner plusieurs milliers de décès. | Peut détruire une ville entière en cas de frappe directe (probabilité faible).                    | Destruction d'un pays entier. Pertes humaines supérieures à toutes les catastrophes naturelles passées. | Disparition possible de la civilisation humaine. |
| Nombre                | environ 1 milliard                                                       | environ 1 million                                                                                 | environ 16 000                                                                                          | environ 1 000                                    |
| Pourcentage détecté   | ∅ 3 mètres : 0 % ∅ 10 mètres : 0,02 %                                    | ∅ 30 mètres : 1,4 % ∅ 100 mètres : 25 %                                                           | ∅ 140 mètres : 40 % ∅ 500 mètres : 77 %                                                                 | ∅ 1000 mètres : 81 % ∅ > 6,5 km : 100 %          |

### La NASA missionnée pour détecter la menace des géocroiseurs
En 1998, le Congrès américain demande à l'agence spatiale américaine, la NASA, de détecter 90 % des objets géocroiseurs ayant plus d'un kilomètre de diamètre au cours des dix années suivantes et de déterminer leurs trajectoires et leurs principales caractéristiques. En 2005, le Congrès élargit la mission de la NASA en l'étendant aux objets géocroiseurs de plus de 140 mètres de diamètre. La NASA dispose de 15 ans pour atteindre ce but (date butoir 2020) mais aucune ligne budgétaire n'est allouée à cette tâche par le Congrès,. De 2005 à 2010, la NASA dispose d'une ligne budgétaire annuelle symbolique de 4 millions de dollars américains pour effectuer cet inventaire. Une augmentation rapide du budget consacré aux détections d'astéroïdes intervient à compter du budget 2011 (20 millions de dollars américains) et 2014 (40 millions de dollars américains). Dans les deux cas, il s'agit de préparer une mission avec équipage vers un astéroïde qui débouche en 2014 sur l'Asteroid Retrieval and Utilization. En 2019, il est manifeste que la NASA ne parvient pas à remplir les objectifs dans le délai fixé par le Congrès en 2005. En effet, si des découvertes sont effectuées régulièrement par des télescopes terrestres du Catalina Sky Survey et Pan-STARRS financés en partie par la NASA, de nombreux objets géocroiseurs, très sombres, ne peuvent être détectés que dans l'infrarouge qui est filtré par l'atmosphère terrestre. Il est donc nécessaire d'utiliser un télescope placé dans l'espace. La NASA dispose à cet effet depuis 2013 d'un télescope spatial infrarouge ayant achevé son programme scientifique (projet NEOWISE) mais celui-ci, non conçu pour remplir cet objectif, réalise un nombre minime de détections d'objets géocroiseurs et arriver en fin de vie à la fin de la décennie 2010.

## Historique du projet

### Le projetNEOCam
Dès le milieu des années 2000, un projet de télescope spatial infrarouge conçu pour détecter les objets géocroiseurs est élaboré. NEOCam est développé par une équipe du Jet Propulsion Laboratory dirigée par Amy Mainzer responsable scientifique des missions WISE et NEOWISE. Ce télescope spatial effectuant ses observations dans le proche infrarouge doit être placé en orbite autour du point de Lagrange L1 pour détecter et caractériser les objets célestes dont les astéroïdes géocroiseurs qui présentent un risque pour la Terre et dont le diamètre est supérieur à 140 mètres. Le projet est proposé sans succès à trois reprises (2006, 2010 et 2015) comme candidat pour le programme Discovery de la NASA qui finance des missions spatiales à faible coût. En 2015, le projet passe le premier tour de sélection mais n'est finalement pas retenu notamment du fait de l'absence de maturité de la technique utilisée par les détecteurs infrarouges sélectionnés : ceux ci sont conçus pour se passer d'un système de refroidissement cryogénique qui limite la durée de vie. Des fonds sont toutefois alloués durant un an pour détailler ses spécifications.

### Sélection de la missionNEO Surveyor
L'Académie nationale des sciences américaine publie en juin 2019 un rapport réalisé à la demande de la NASA pour identifier et évaluer les différentes options possibles pour le financement des missions associées à la défense planétaire (la gestion de la menace des objets géocroiseurs) dont fait partie NeoCam. Le rapport souligne que NEOCam est en concurrence dans le programme Discovery avec des projets qui répondent, contrairement à NeoCam, aux objectifs scientifiques, critères principaux de sélection. Il suggère de rattacher le projet à un programme de défense planétaire indépendant non soumis au processus de sélection. En septembre 2019 Thomas Zurbuchen officialise la sélection de NEO Surveyor, nouveau nom de NEOCam dans ce nouveau cadre. Le passage rapproché en juillet 2019 de l'astéroïde 2019 OK, qui a échappé aux méthodes de détection existantes, pourrait avoir contribué à cette décision,,. 
NEO Surveyor reprend les caractéristiques de NEOCam avec quelques modifications : son objectif est plus fortement centré sur la découverte des objets géocroiseurs, et inclut un segment terrestre consacré au traitement des données et l'Université de l'Arizona en devient un des partenaires. La responsable scientifique du programme NeoCam, Amy Mainzer, qui était rattachée au Jet Propulsion Laboratory, prend la tête du projet après son transfert à l'Université de l'Arizona.
La mission fait partie du programme de défense planétaire de l'agence spatiale. Ce programme comprend également la mission du télescope spatial NEOWISE  et le projet Double Asteroid Redirection Test (DART), lancé en 2021,.

## Objectifs de la mission
Les objectifs de la mission sont :
- durant la mission primaire de NEO Surveyor d'une durée de cinq ans, le télescope spatial doit découvrir 65 % des objets géocroiseurs (NEO acronyme de Near-Earth Object) existants d'un diamètre supérieur à 140 mètres. Au bout de dix ans (mission étendue), ce taux doit être porté à 90 %. La mission doit pouvoir durer 12 ans.
- déterminer la taille des astéroïdes à partir de la signature infrarouge de l'astéroïde. Cette signature permet de déterminer avec une précision relativement bonne (environ 10%) le diamètre contrairement à la signature dans le visible[14] ;
- déterminer à partir des données recueillies la probabilité d'un impact pour le siècle suivant si l'astéroïde présente un risque effectif d'impact ;
- fournir quotidiennement au Centre des objets mineures des données sur les orbites des astéroïdes observés pour déterminer avec plus de précision la trajectoire future.

## Orbite

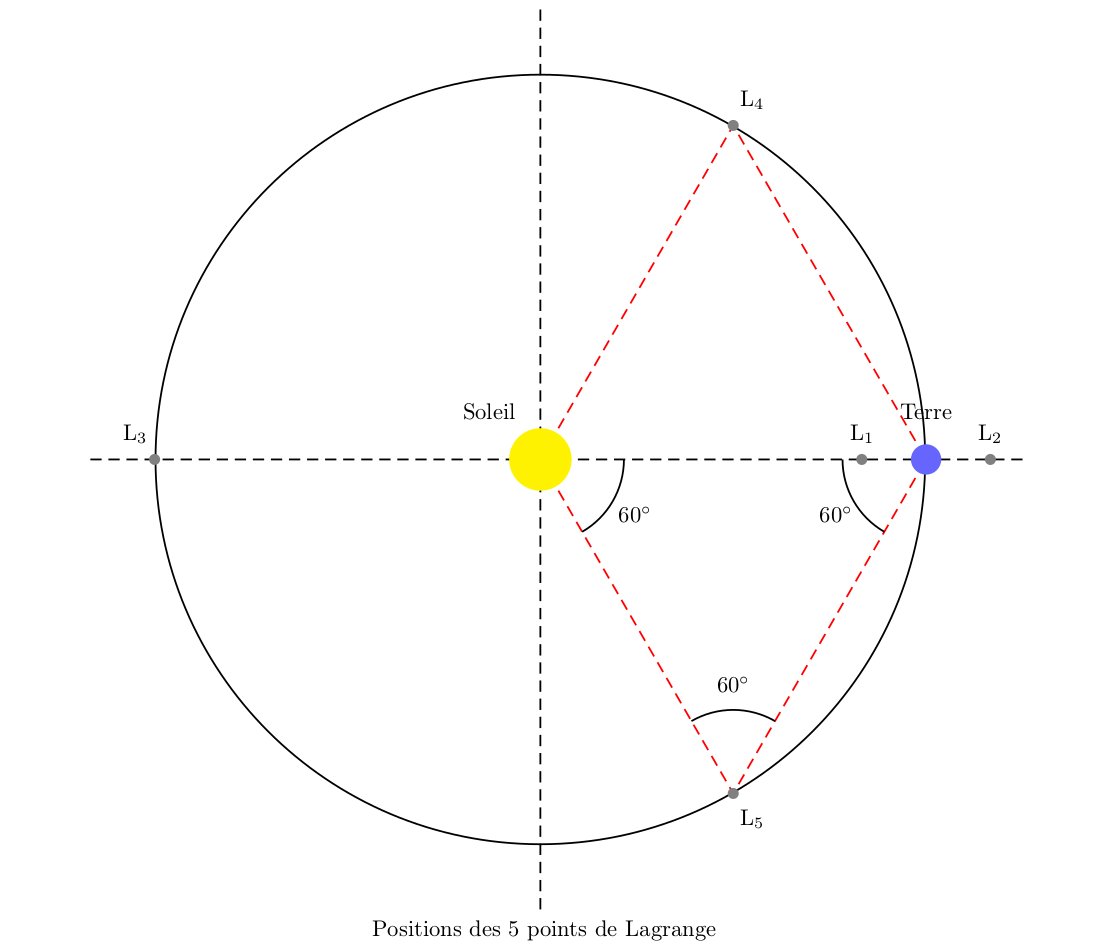
Les points de Lagrange du système Soleil-Terre, dont à 1,5 million de kilomètres de la Terre dans la direction du Soleil.

Neo Surveyor sera positionné sur une orbite de halo au point de Lagrange L1 du système Terre-Soleil situé à 1,5 million de kilomètres de la Terre sur l'axe reliant celle-ci au Soleil. Dans l'idéal, pour pouvoir observer une grande portion de l'espace dans lesquels circulent les géocroiseurs, il aurait fallu être plus près du Soleil mais cela aurait fortement augmenté le coût de la mission,.

## Caractéristiques techniques

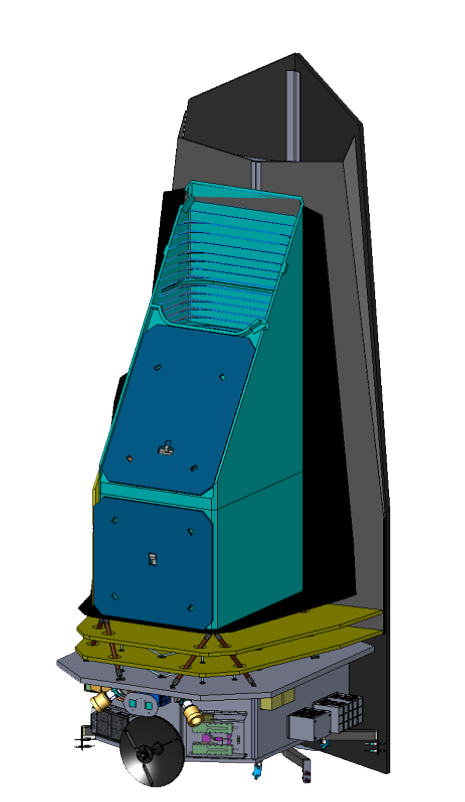
Schéma de NEO Surveyor.

Neo Surveyor est un engin spatial stabilisé 3 axes d'une masse d'environ 1,3 tonne. Il utilise en grande partie des composants développés pour des missions précédentes,,.

### Charge utile
La charge utile de NEO Surveyor est un télescope spatial de 50 centimètres d'ouverture à large champ de vue et de type anastigmatique à trois miroirs. Celui-ci effectue ses observations dans deux bandes spectrales de l'infrarouge moyen : 4-5,2 micromètres et 6-10 micromètres. Ces bandes spectrales ont été choisies parce qu'elle correspondent aux longueurs d'onde dans lesquelles les objets géocroiseurs, généralement très sombres (albédo moyen de 0,14 dans le visible), sont les plus lumineux.
La lumière collectée est analysée par deux détecteurs de type HgCdTe (tellurure de mercure-cadmium) de 16 mégapixels chacun utilisant une technique nouvelle qui permet, combinée avec la présence d'un pare-soleil de grande taille, de se passer d'un système de refroidissement utilisant des liquides cryogéniques qui limiteraient la durée de la mission. Le système de refroidissement passif maintient les détecteurs à une température de 40 kelvins. Le télescope a une masse de 400 kilogrammes et consomme moins de 60 watts,,.

## Segment terrestre
Les données sont traitées et analysées par l'IPAC, organisme de la NASA responsable du traitement des données recueillies par les télescopes spatiaux effectuant leur observation dans l'infrarouge. Les données doivent être traitées par le logiciel développé pour la mission WISE. Celui-ci est situé sur le campus du California Institute of Technology (Caltech) à Pasadena (Californie).  

## Déroulement de la mission
NEO Surveyor doit être lancé vers septembre 2027 par une fusée de la classe des Falcon 9 ou Atlas V 401. La fenêtre de lancement est ouverte 346 jours par an. Durant son transit jusqu'au point de Lagrange L1, les équipements sont vérifiés. Cette phase dure 30 jours. Au cours des 6 mois suivants, le télescope entame sa  recherche des objets géocroiseurs tout en étalonnant ses instruments. Durant la phase suivante le satellite adopte le mode de fonctionnement pour lequel il a été conçu impliquant une surveillance continue et répétitive du ciel. La mission primaire s'achève 56 mois après le début de cette phase. Il est prévu que la surveillance se poursuive jusqu'à 12 ans après le lancement avant que le télescope soit retiré du service.  

## Coût de la mission
Courant 2021 le budget alloué au projet jusqu'en 2026 se monte à un total de 839,5 millions US$. Cette enveloppe budgétaire comprend le coût du lancement, qui doit être effectué par un lanceur.